# Antiga estació del Carrilet (Guardiola de Berguedà)
L'Antiga estació del Carrilet és una obra de Guardiola de Berguedà (Berguedà) inclosa a l'Inventari del Patrimoni Arquitectònic de Catalunya.

## Descripció
Antiga estació de trens. L'edifici de l'antiga estació, tot ell restaurat, està compost per dues plantes. La façana és de pedra vista amb una cadena cantonera feta amb rajoles blanques. Les finestres de fusta presenten un brancal i un ampit construïts amb les mateixes rajoles blanques que la cadena cantonera. Al mateix temps trobem una llinda en forma d'arc escarser en totes elles.